# Navetica
Navetica is een samentrekking van het Latijnse woord navis (boot) en tica, wat afkomstig is van informatica, telematica en robotica. Navetica behelst de integratie van technologie en diensten, ten behoeve van een betere kwaliteit van wonen en leven op een boot. Bij navetica draait het dus niet alleen om integratie van techniek en bediening op een boot, maar ook om de dienstverlening van buitenaf.
Navetica houdt in dat sensoren instaan voor de bediening van actuatoren door tussenkomst van een processor, controller of computer. 

## Toepassingen
Het kunnen relatief eenvoudige toepassingen zijn, zoals de verlichting in de salon die je kunt dimmen of aan/uitschakelen vanaf elke willekeurige positie of timerfuncties die ervoor zorgen dat pompen niet gaan lopen bij zware golfslag. 
De meeste toepassingen zijn comfort- en veiligheidsverhogend en zorgen voor een efficiënt energiegebruik aan boord. Hierdoor wordt de levensduur van accu's, pompen en belangrijke apparatuur aanzienlijk verlengd.